# Disney Interactive
Disney Interactive Studios, Inc. (Дісней Інтерактив Студіос, Інтерактивна студія Волта Діснея) — американська компанія, яка розробляє та видає відеоігри за фільмами студії Walt Disney Pictures. Компанія була заснована в 1988 році.
На час заснування, компанія мала назву Walt Disney Computer Software.
Пізніше перейменована в Disney Software.
В 1994 році змінила назву на Disney Interactive.
Потім змінила назву на Buena Vista Games.
А ще пізніше компанія змінила назву на Disney Interactive Studios.

## Ігри
Toy Story / 2010

## Історія
В 1988 році була заснована «Walt Disney Computer Software».
Через кілька років компанія була перейменована в «Disney Interactive».
В 2003 році компанія перейменована в «Buena Vista Games».
В 2007 році перейменована в «Disney Interactive Studios».
В 2010 році вийшла гра Історія іграшок.

## Логотип

Логотип Walt Disney Computer Software (1988—1990)
Логотип Disney Interactive (1995—2003)
Логотип Disney Interactive Studios (2007—теперішній час)